# 7. Kavallerie-Brigade (Deutsches Kaiserreich)
Die 7. Kavallerie-Brigade war ein Großverband der Preußischen Armee.

## Geschichte
Die 7. Kavallerie-Brigade wurde am 5. November 1816 als Kavallerie-Brigade der Truppen-Brigade in Magdeburg aufgestellt und am 22. Dezember 1818 in 7. Kavallerie-Brigade umbenannt. Sie war Teil der 7. Division (Standort Erfurt), die dem IV. Armee-Korps in Magdeburg (ab 1848) zugeordnet war. Mit der Mobilmachung im August 1914 wurde sie für die Dauer des Ersten Weltkrieges aufgelöst, dabei wurde das Husaren-Regiment Nr. 10 aufgeteilt und kam als Divisions-Kavallerie zur 7. Infanterie-Division und zur 8. Infanterie-Division. Das Ulanen-Regiment Nr. 16 kam als Divisions-Kavallerie zur 13. Infanterie-Division und zur 14. Infanterie-Division.

### Gliederung
- 1820 bis 1851

7. Kürassier-Regiment (1. Magdeburgisches), 10. Husaren-Regiment (1. Magdeburgisches)
- 1852 bis 1859

7. Kürassier-Regiment, 10. Husaren-Regiment, 7. schweres Landwehr-Reiter-Regiment, 10. Landwehr-Husaren-Regiment
- 1860 bis 1862

Wie vor, zusätzlich Rheinisches Dragoner-Regiment Nr.5 und Westfälisches Dragoner-Regiment Nr.8
- 1862 bis 1864

Magdeburgisches Kürassier-Regiment Nr. 7, Magdeburgisches Husaren-Regiment Nr. 10, 7. schweres Landwehr-Reiter-Regiment, 10. Landwehr-Husaren-Regiment, Rheinisches Dragoner-Regiment Nr. 5, Westfälisches Dragoner-Regiment Nr. 7
- 1865 bis 1866

Magdeburgisches Kürassier-Regiment Nr. 7, Magdeburgisches Husaren-Regiment Nr. 10, 7. schweres Landwehr-Reiter-Regiment, 10. Landwehr-Husaren-Regiment, Westfälisches Dragoner-Regiment Nr. 7
- 1867

Magdeburgisches Kürassier-Regiment Nr. 7, Magdeburgisches Husaren-Regiment Nr. 10, Altmärkisches Ulanen-Regiment Nr. 16, 7. schweres Landwehr-Reiter-Regiment, 10. Landwehr-Husaren-Regiment, Westfälisches Dragoner-Regiment Nr. 7
- 1868 bis 1878

Magdeburgisches Kürassier-Regiment Nr. 7, Westfälisches Dragoner-Regiment Nr. 7, Magdeburgisches Husaren-Regiment Nr. 10, Altmärkisches Ulanen-Regiment Nr. 16
- 1878 bis 1882

Magdeburgisches Kürassier-Regiment Nr. 7, Magdeburgisches Husaren-Regiment Nr. 10, Altmärkisches Ulanen-Regiment Nr. 16
- 1882 bis 1884

Magdeburgisches Kürassier-Regiment Nr. 7, Magdeburgsiches Dragoner-Regiment Nr. 6, Altmärkisches Ulanen-Regiment Nr. 16
- 1885 bis 1914

Magdeburgisches Husaren-Regiment Nr. 10 und Ulanen-Regiment „Hennigs von Treffenfeld“ (Altmärkisches) Nr. 16

### Deutscher Krieg 1866
Im Krieg Preußens gegen das Kaisertum Österreich nahm die Brigade unter Führung des Generalmajors |Benno Hann von Weyhern an den Kämpfen bei Münchengrätz und Blumenau sowie an der Schlacht bei Königgrätz teil.
teil.

### Deutsch-Französischer Krieg 1870/1871
Mit Beginn des Krieges gegen Frankreich übernahm General Siegmar zu Dohna-Schlobitten das Kommando über die Brigade und führte sie in den Kämpfen bei Colombey, Noisseville, Amiens, an der Hallue, Bapaume und St. Quentin sowie bei der Einschließung von Metz.

### Erster Weltkrieg 1914–1918
7. Kavallerie-Brigade, bei Mobilmachung im Krieg Abgabe aller Truppenteile:
- das Husaren-Regiment Nr. 10, wird aufgeteilt, in
  - 1. Halb-Regiment/Husaren-Regiment Nr. 10 verbleibt bei 7. Division,
  - 2. Halb-Regiment/Husaren-Regiment Nr. 10 wird an die 8. Division abgegeben und
- das Ulanen-Regiment Nr. 16, wird aufgeteilt in
  - 1. Halb-Regiment/Ulanen-Regiment Nr. 16 Abgabe an 13. Division/VII. Armee-Korps und
  - 2. Halb-Regiment/Ulanen-Regiment Nr. 16 Abgabe an 14. Division/VII. Armee-Korps.[5]

### Brigadekommandeure
| Name                                          | Datum                                        |
| --------------------------------------------- | -------------------------------------------- |
| Georg Leopold Gustav August von Hake          | 4. September 1815 bis 29. März 1821          |
| Friedrich Georg von Sohr                      | 30. März 1821 bis 3. September 1830          |
| Wilhelm von Zollikofer                        | 4. September 1830 bis 1. November 1843       |
| Gottfried von Katte                           | 2. November 1843 bis 10. März 1852           |
| Wilhelm Ferdinand von Berg                    | 11. März 1852 bis 8. August 1855             |
| Karl Albert von Rudolphi                      | 9. August 1855 bis 17. September 1856        |
| Friedrich von Derenthall                      | 18. September 1856 bis 9. April 1859         |
| Gebhard von Alvensleben                       | 10. April 1859 bis 18. November 1859         |
| Benno Hann von Weyhern                        | 19. November 1859 bis 16. September 1866     |
| Adalbert von Bredow                           | 17. September 1866 bis 17. Juli 1870         |
| Siegmar zu Dohna-Schlobitten                  | 18. Juli 1870 bis 22. Mai 1871               |
| Carl von Schmidt                              | 23. Mai 1871 bis 14. Juni 1875               |
| Ludwig von Salmuth                            | 15. Juni 1875 bis 17. Oktober 1881           |
| Johann Gottfried Rudolf von Schadow-Godenhaus | 18. Oktober 1881 bis 11. Juni 1886           |
| Benno Hann von Weyhern                        | 12. Juni 1886 bis 21. März 1889              |
| Hans Graf von Wartensleben                    | 22. März 1889 bis 16. Mai 1892               |
| Eugen von Meyer                               | 17. Mai 1882 bis 13. Mai 1894                |
| Albrecht Harvey von Blumenthal                | 14. Mai 1894 bis 17. April 1899              |
| Michael von Szymonski                         | 18. April 1899 bis 21. Mai 1900              |
| Hermann von Tresckow                          | 22. Mai 1900 bis 31. August 1904             |
| Ludwig Schotten                               | 1. September 1904 bis 16. Mai 1910           |
| Alfred von Buddenbrock                        | 17. Mai 1910 bis 31. März 1914               |
| Georg Saenger                                 | 1. April 1914 bis 1. August 1914 (Auflösung) |